# Lasseube-Propre
Pour les articles homonymes, voir Lasseube.
Lasseube-Propre (La Seuva Pròpra en gascon) est une commune française située dans le sud du département du Gers en région Occitanie. Sur le plan historique et culturel, la commune est dans le Pays d'Auch, un territoire céréalier et viticole qui s'est également constitué en pays au sens aménagement du territoire en 2003.
Exposée à un climat océanique altéré, elle est drainée par le Gers, le Sousson, le Cédon et par divers autres petits cours d'eau. La commune possède un patrimoine naturel remarquable composé d'une zone naturelle d'intérêt écologique, faunistique et floristique.
Lasseube-Propre est une commune rurale qui compte 336 habitants en 2022, après avoir connu une forte hausse de la population depuis 1975.  Elle fait partie de l'aire d'attraction d'Auch. Ses habitants sont appelés les Lassylvains ou  Lassylvaines.

## Géographie

### Localisation
Lasseube-Propre est une commune de Gascogne située dans l'aire d'attraction d'Auch, sur les rivières du Sousson et du Cédon.

### Communes limitrophes
Les communes limitrophes sont  Auterive, Boucagnères, Durban, Lasséran, Orbessan, Pavie et Saint-Jean-le-Comtal.
| Lasséran             | Pavie           | Auterive    |
| Saint-Jean-le-Comtal | Lasseube-Propre | Boucagnères |
|                      | Durban          | Orbessan    |

### Géologie et relief
Lasseube-Propre se situe en zone de sismicité 2 (sismicité faible).

### Hydrographie

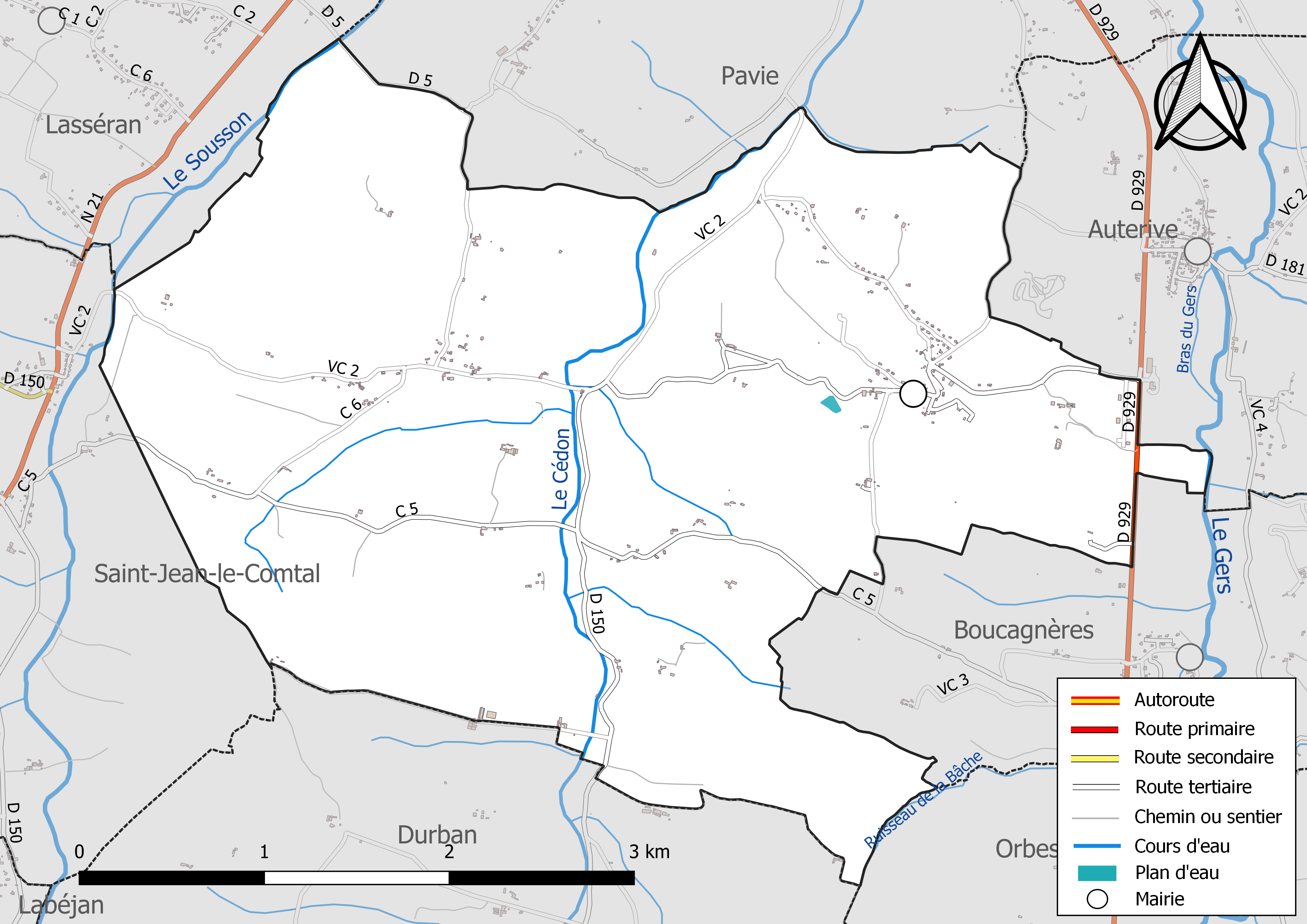
Réseaux hydrographique et routier de Lasseube-Propre.

La commune est dans le bassin de la Garonne, au sein du bassin hydrographique Adour-Garonne. Elle est drainée par le Gers, le Sousson, le Cédon et par divers petits cours d'eau, qui constituent un réseau hydrographique de 10 km de longueur totale,.
Le Gers, d'une longueur totale de 175,4 km, prend sa source dans la commune de Lannemezan et s'écoule vers le nord. Il traverse la commune et se jette dans la Garonne à Layrac, après avoir traversé 47 communes.
Le Sousson, d'une longueur totale de 33,8 km, prend sa source dans la commune d'Aujan-Mournède et s'écoule vers le nord. Il traverse la commune et se jette dans le Gers à Auch, après avoir traversé 15 communes.
Le Cédon, d'une longueur totale de 18,6 km, prend sa source dans la commune de Lourties-Monbrun et s'écoule vers le nord. Il traverse la commune et se jette dans le Gers à Pavie, après avoir traversé 8 communes.

### Climat
Pour des articles plus généraux, voir Climat de l'Occitanie et Climat du Gers.
En 2010, le climat de la commune est de type climat océanique altéré, selon une étude s'appuyant sur une série de données couvrant la période 1971-2000. En 2020, Météo-France publie une typologie des climats de la France métropolitaine dans laquelle la commune est toujours exposée à un climat océanique altéré et est dans la région climatique Aquitaine, Gascogne, caractérisée par une pluviométrie abondante au printemps, modérée en automne, un faible ensoleillement au printemps, un été chaud (19,5 °C), des vents faibles, des brouillards fréquents en automne et en hiver et des orages fréquents en été (15 à 20 jours).
Pour la période 1971-2000, la température annuelle moyenne est de 12,7 °C, avec une amplitude thermique annuelle de 15,3 °C. Le cumul annuel moyen de précipitations est de 788 mm, avec 10,4 jours de précipitations en janvier et 6,3 jours en juillet. Pour la période 1991-2020, la température moyenne annuelle observée sur la station météorologique la plus proche, située sur la commune d'Auch à 8 km à vol d'oiseau, est de 13,5 °C et le cumul annuel moyen de précipitations est de 695,8 mm,. Pour l'avenir, les paramètres climatiques de la commune estimés pour 2050 selon différents scénarios d'émission de gaz à effet de serre sont consultables sur un site dédié publié par Météo-France en novembre 2022.

### Milieux naturels et biodiversité

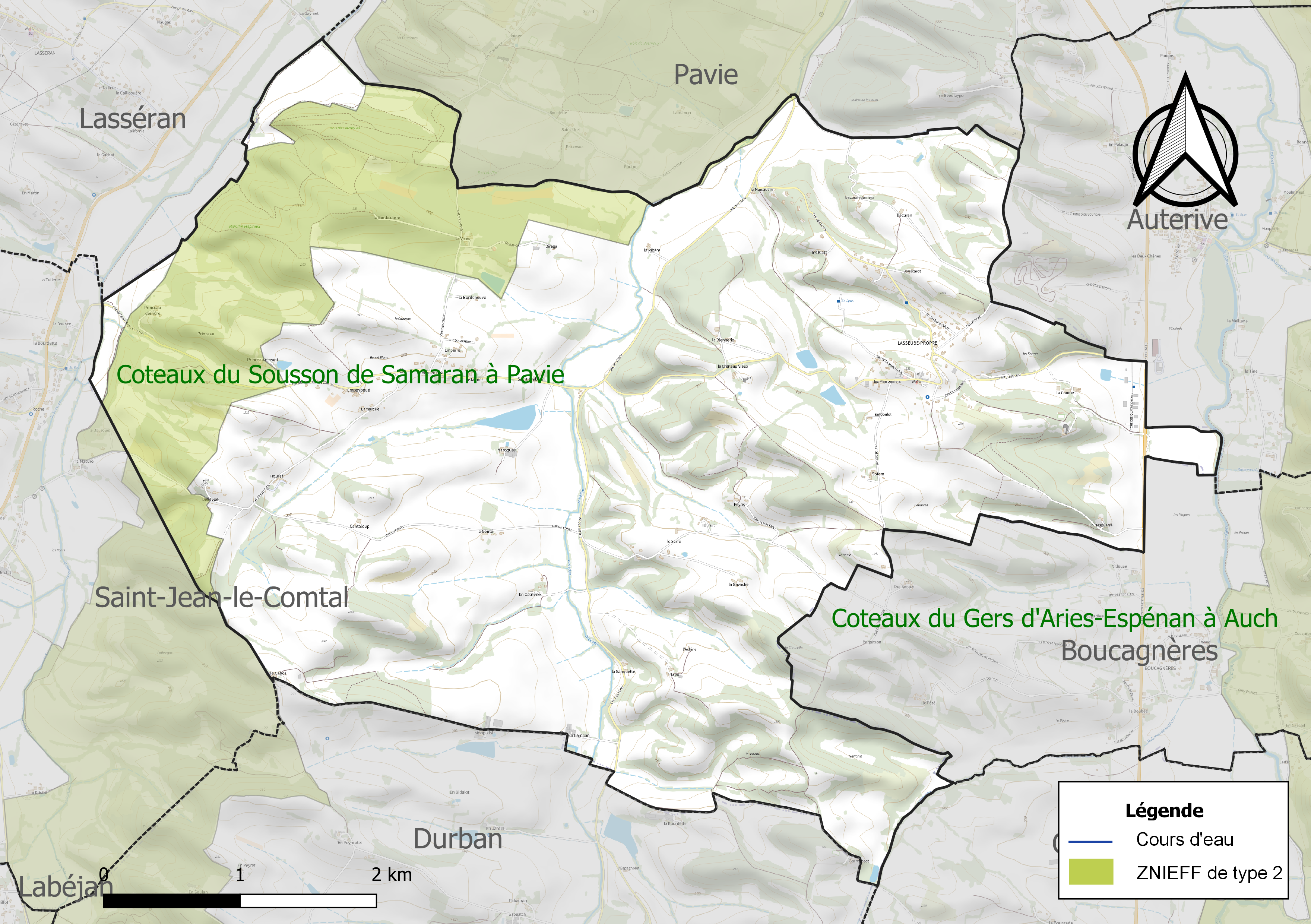
Carte de la ZNIEFF de type 2 localisée sur la commune.

L’inventaire des zones naturelles d'intérêt écologique, faunistique et floristique (ZNIEFF) a pour objectif de réaliser une couverture des zones les plus intéressantes sur le plan écologique, essentiellement dans la perspective d’améliorer la connaissance du patrimoine naturel national et de fournir aux différents décideurs un outil d’aide à la prise en compte de l’environnement dans l’aménagement du territoire.
Une ZNIEFF de type 2 est recensée sur la commune :
les « coteaux du Sousson de Samaran à Pavie » (2 695 ha), couvrant 14 communes du département.

## Urbanisme

### Typologie
Au 1er janvier 2024, Lasseube-Propre est catégorisée commune rurale à habitat dispersé, selon la nouvelle grille communale de densité à sept niveaux définie par l'Insee en 2022.
Elle est située hors unité urbaine. Par ailleurs la commune fait partie de l'aire d'attraction d'Auch, dont elle est une commune de la couronne,. Cette aire, qui regroupe 112 communes, est catégorisée dans les aires de 50 000 à moins de 200 000 habitants,.

### Occupation des sols
L'occupation des sols de la commune, telle qu'elle ressort de la base de données européenne d’occupation biophysique des sols Corine Land Cover (CLC), est marquée par l'importance des territoires agricoles (86,2 % en 2018), en augmentation par rapport à 1990 (81 %). La répartition détaillée en 2018 est la suivante : 
zones agricoles hétérogènes (51,1 %), terres arables (31,6 %), forêts (13,8 %), prairies (3,5 %). L'évolution de l’occupation des sols de la commune et de ses infrastructures peut être observée sur les différentes représentations cartographiques du territoire : la carte de Cassini (XVIIIe siècle), la carte d'état-major (1820-1866) et les cartes ou photos aériennes de l'IGN pour la période actuelle (1950 à aujourd'hui).

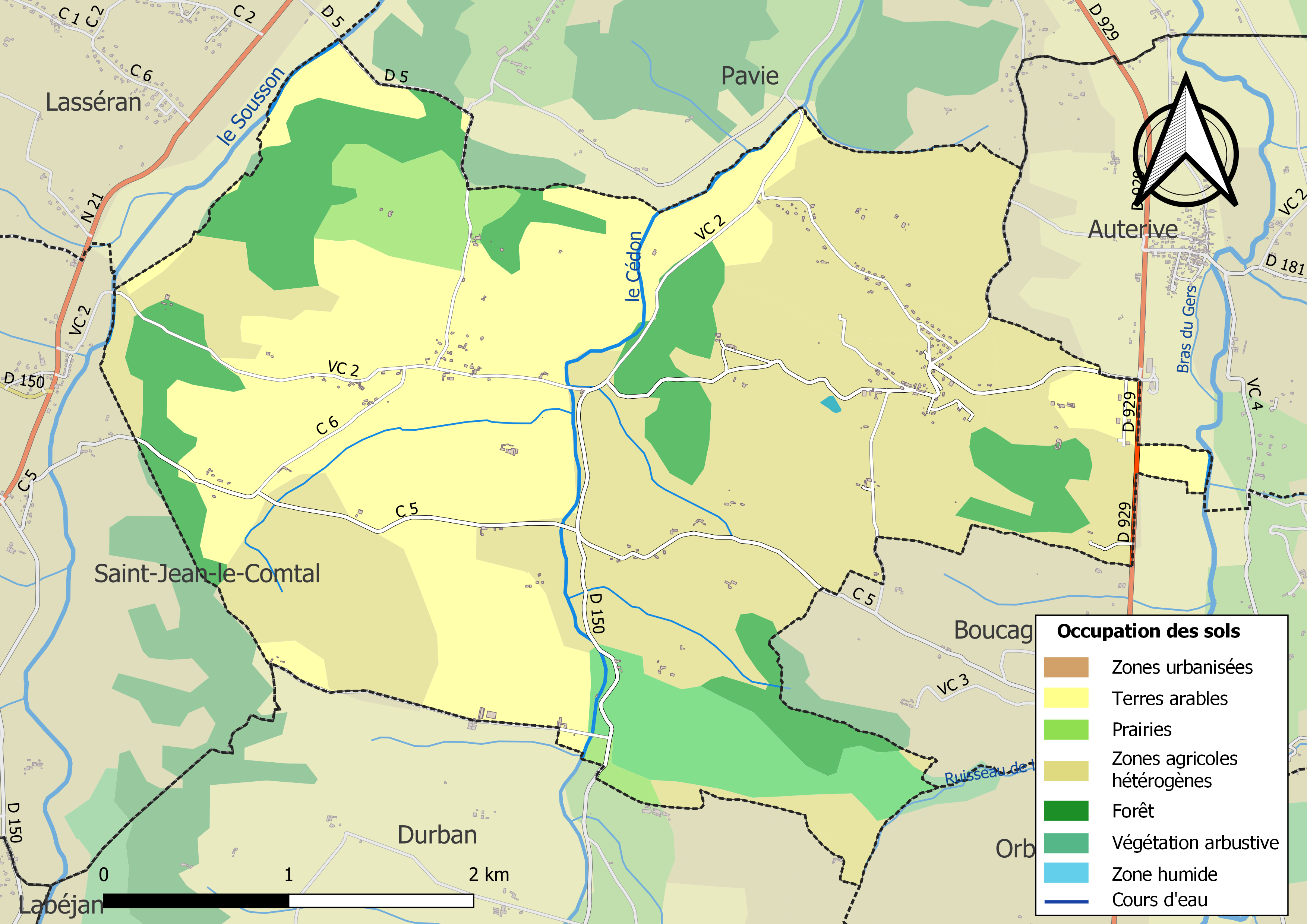
Carte des infrastructures et de l'occupation des sols de la commune en 2018 (CLC).

### Risques majeurs
Le territoire de la commune de Lasseube-Propre est vulnérable à différents aléas naturels : météorologiques (tempête, orage, neige, grand froid, canicule ou sécheresse), inondations et séisme (sismicité faible). Un site publié par le BRGM permet d'évaluer simplement et rapidement les risques d'un bien localisé soit par son adresse soit par le numéro de sa parcelle.
Certaines parties du territoire communal sont susceptibles d’être affectées par le risque d’inondation par débordement de cours d'eau, notamment le Gers, le Sousson et le Cédon. La cartographie des zones inondables en ex-Midi-Pyrénées réalisée dans le cadre du XIe Contrat de plan État-région, visant à informer les citoyens et les décideurs sur le risque d’inondation, est accessible sur le site de la DREAL Occitanie. La commune a été reconnue en état de catastrophe naturelle au titre des dommages causés par les inondations et coulées de boue survenues en 1999 et 2009,.

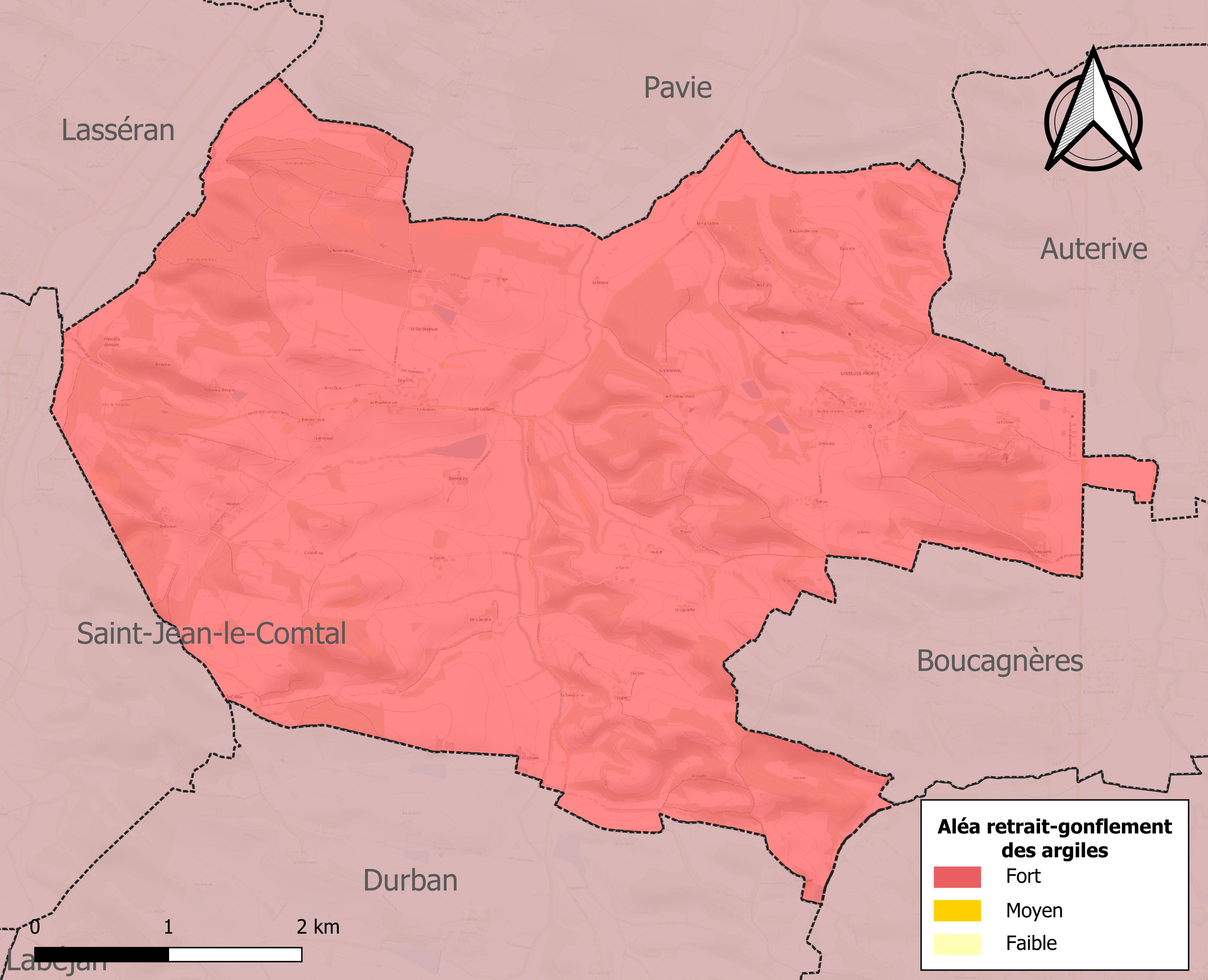
Carte des zones d'aléa retrait-gonflement des sols argileux de Lasseube-Propre.

Le retrait-gonflement des sols argileux est susceptible d'engendrer des dommages importants aux bâtiments en cas d’alternance de périodes de sécheresse et de pluie. La totalité de la commune est en aléa moyen ou fort (94,5 % au niveau départemental et 48,5 % au niveau national). Sur les 150 bâtiments dénombrés sur la commune en 2019, 150 sont en aléa moyen ou fort, soit 100 %, à comparer aux 93 % au niveau départemental et 54 % au niveau national. Une cartographie de l'exposition du territoire national au retrait gonflement des sols argileux est disponible sur le site du BRGM,.
Par ailleurs, afin de mieux appréhender le risque d’affaissement de terrain, l'inventaire national des cavités souterraines permet de localiser celles situées sur la commune.
Concernant les mouvements de terrains, la commune a été reconnue en état de catastrophe naturelle au titre des dommages causés par la sécheresse en 1989, 2002, 2012 et 2017 et par des mouvements de terrain en 1999.

## Histoire

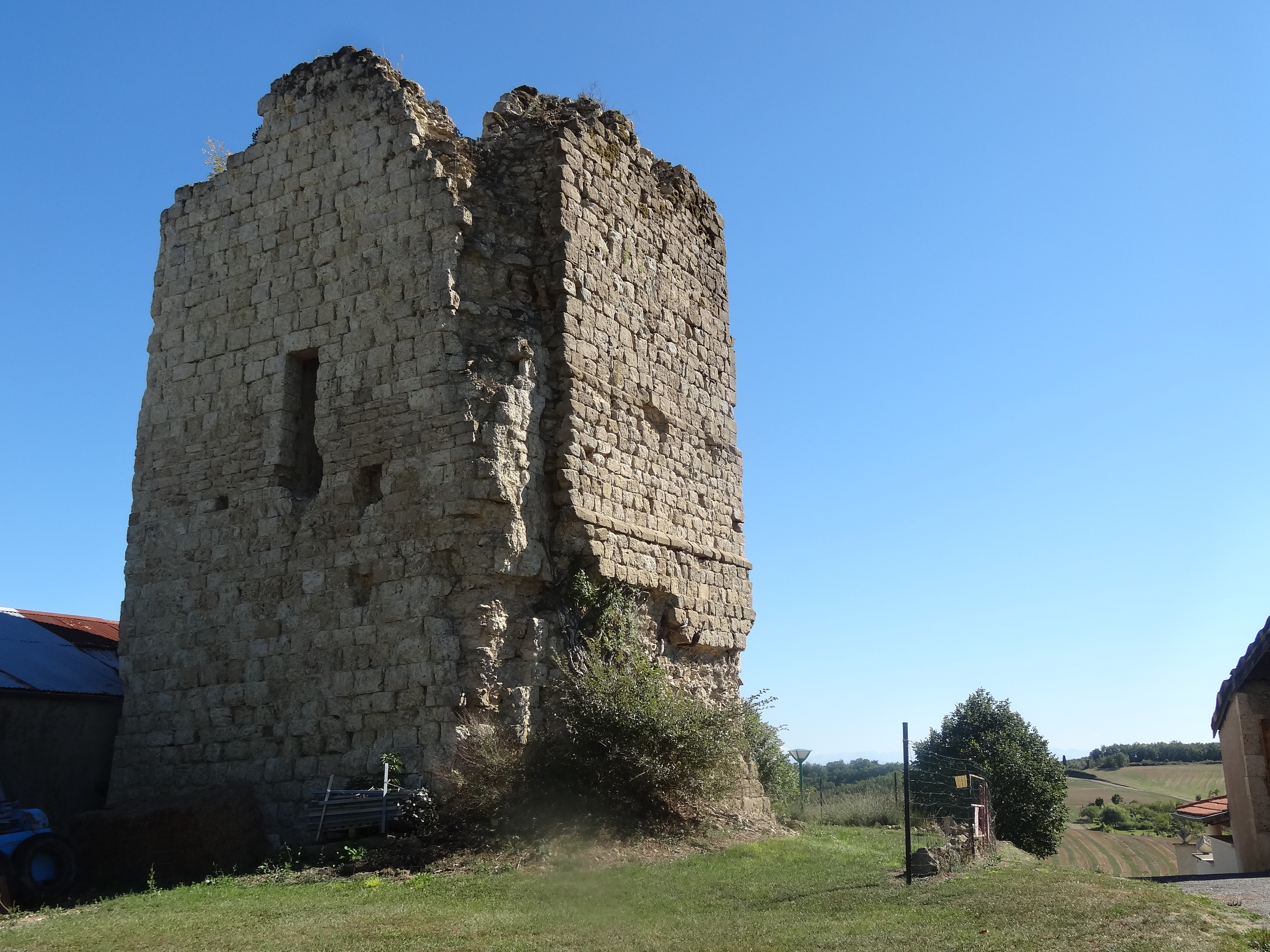
La tour, vestige des ouvrages défensifs de la commune.

Lasseube-Propre est un ancien castelnau fortifié fondé au XIe ou XIIe siècle, en témoigne une tour au centre du village. L'église gothique Saint-Blaise a été érigée au XIIIe siècle.

### Manifestations culturelles et festivités

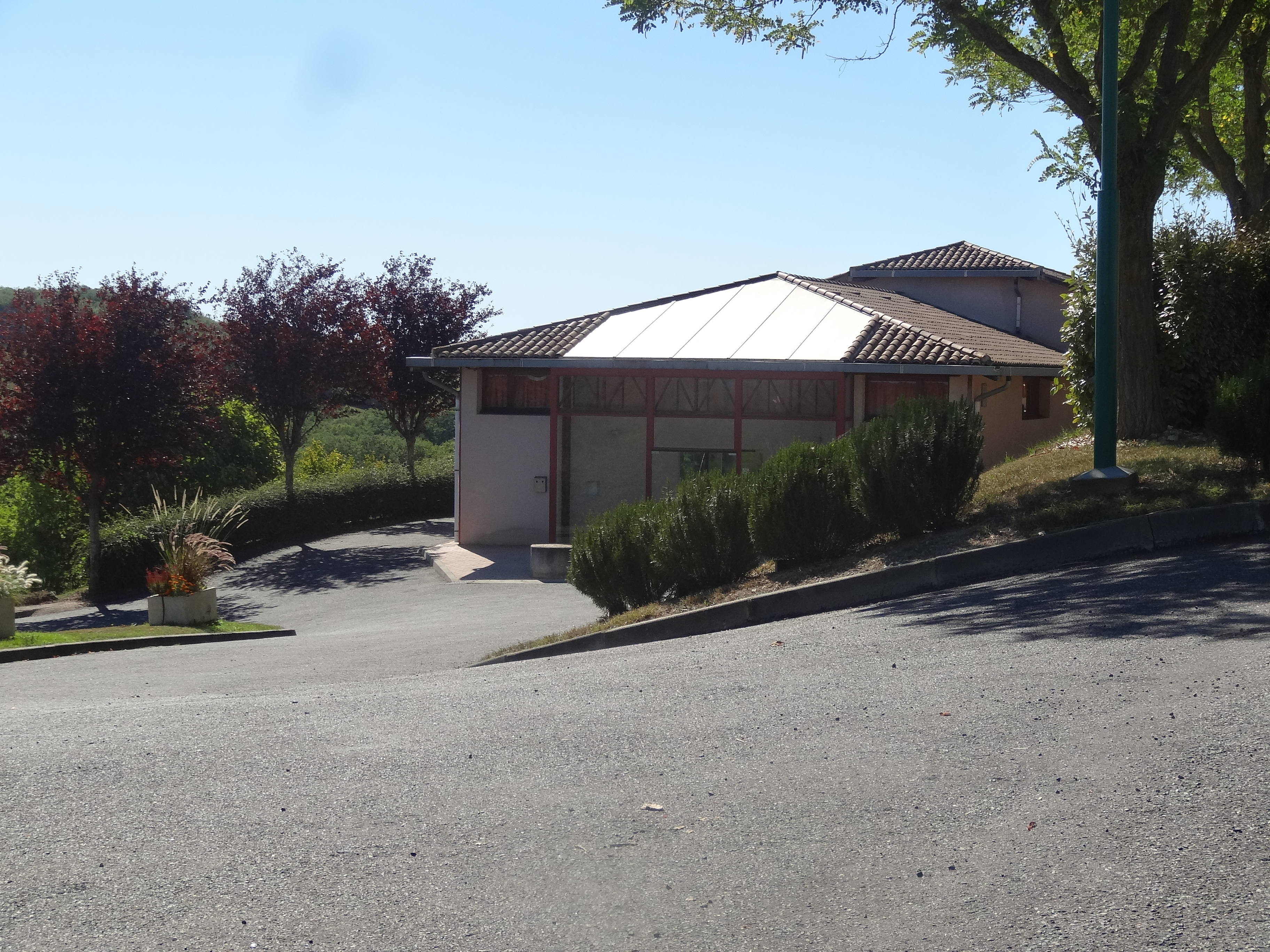
Salle des fêtes de Lasseube-Propre.

## Politique et administration

### Liste des maires

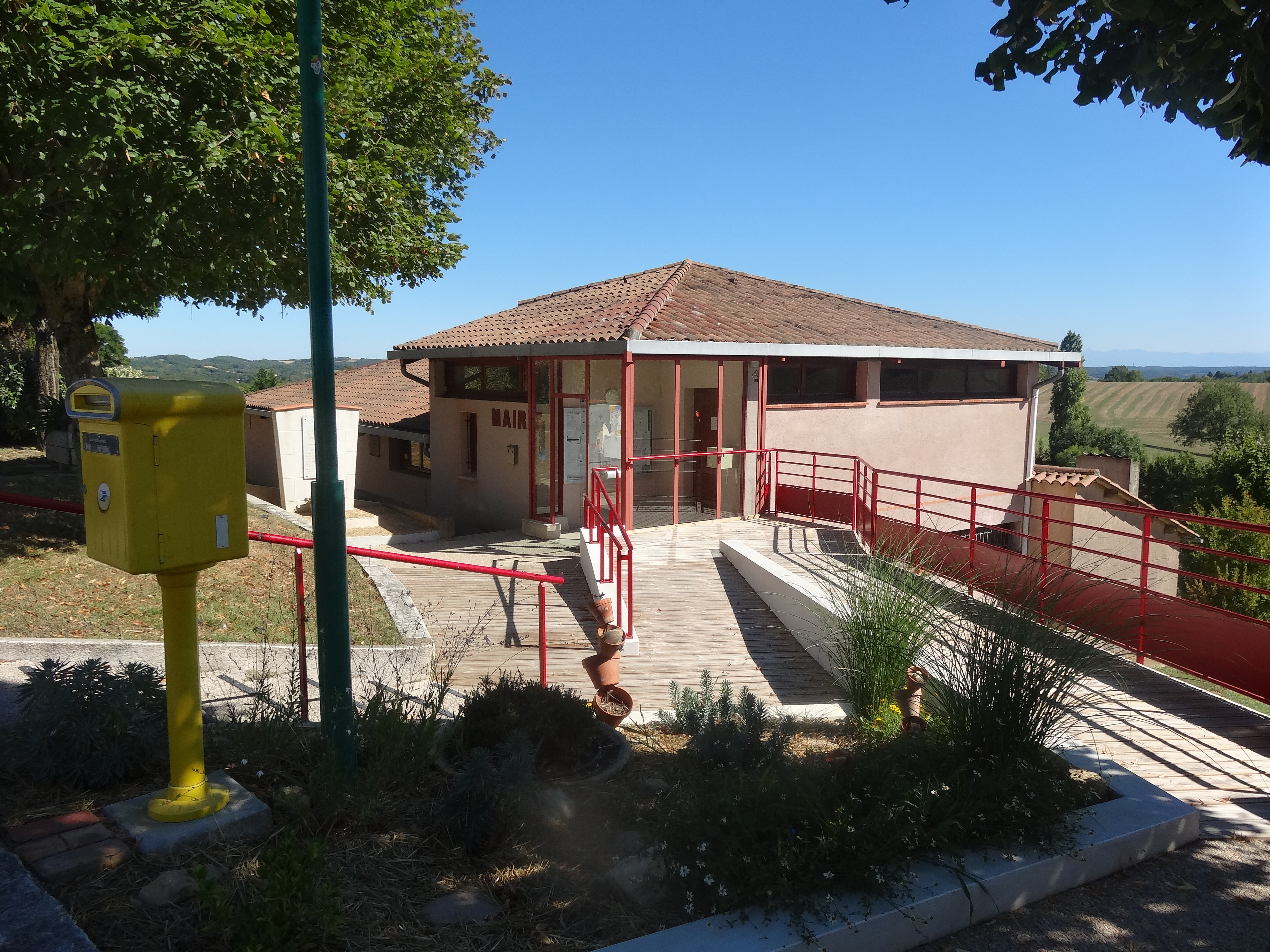
La mairie de Lasseube-Propre.

| Période                                  | Période  | Identité         | Étiquette | Qualité                    |
| ---------------------------------------- | -------- | ---------------- | --------- | -------------------------- |
| avant 1988                               | ?        | Florencio Cucala |           |                            |
| 1998                                     | 2008     | Gilbert Lacarce  |           |                            |
| mars 2008                                | En cours | André Sempastous | DVG       | Retraité Fonction publique |
| Les données manquantes sont à compléter. |          |                  |           |                            |

## Population et société

### Démographie

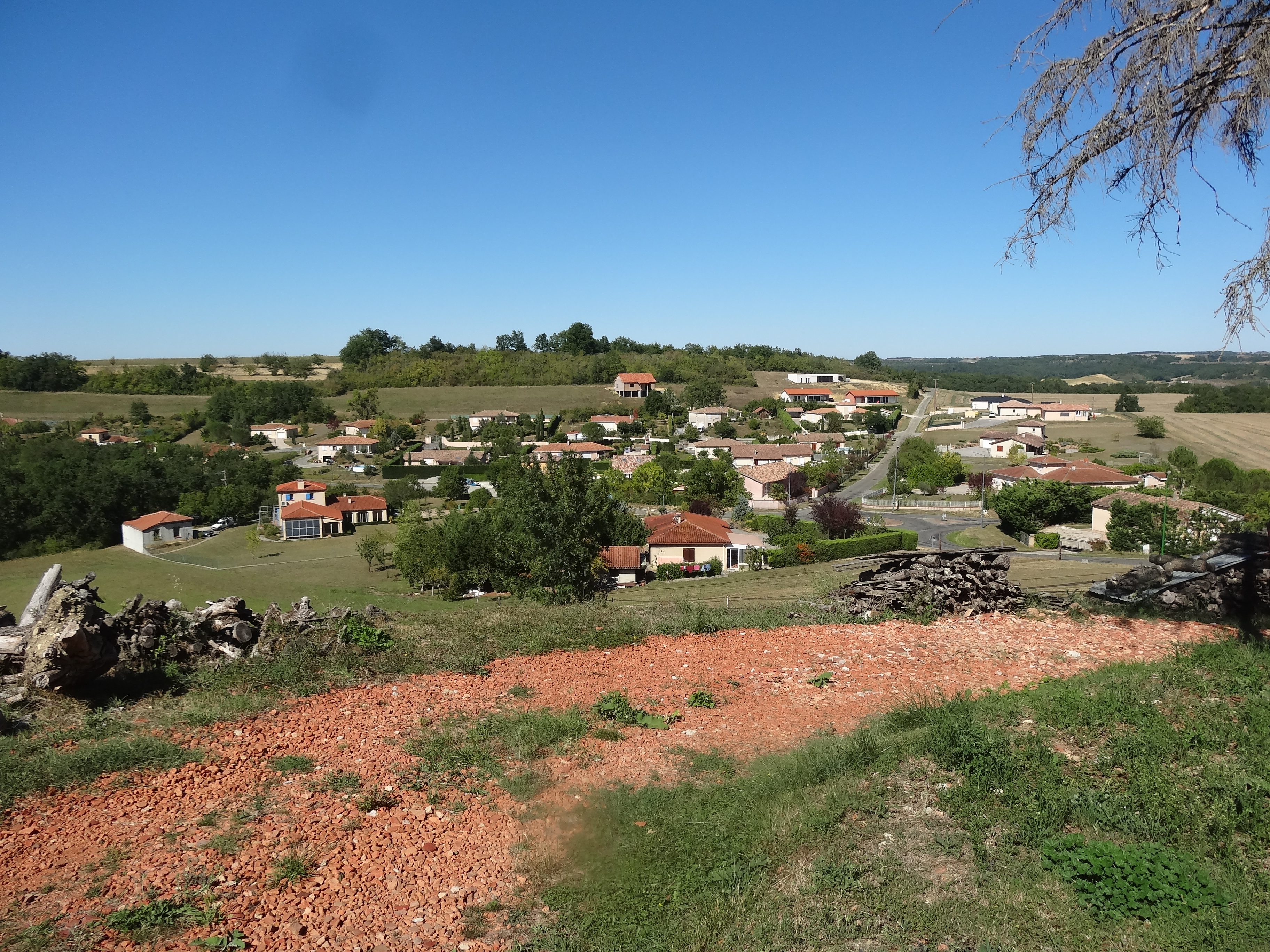
Lotissement récent.

| 1793 | 1800 | 1806 | 1821 | 1831 | 1841 | 1846 | 1851 | 1856 |
| ---- | ---- | ---- | ---- | ---- | ---- | ---- | ---- | ---- |
| 343  | 328  | 336  | 349  | 365  | 357  | 361  | 334  | 346  |

| 1861 | 1866 | 1872 | 1876 | 1881 | 1886 | 1891 | 1896 | 1901 |
| ---- | ---- | ---- | ---- | ---- | ---- | ---- | ---- | ---- |
| 321  | 300  | 283  | 279  | 253  | 256  | 250  | 238  | 217  |

| 1906 | 1911 | 1921 | 1926 | 1931 | 1936 | 1946 | 1954 | 1962 |
| ---- | ---- | ---- | ---- | ---- | ---- | ---- | ---- | ---- |
| 229  | 215  | 180  | 181  | 201  | 216  | 201  | 160  | 143  |

| 1968 | 1975 | 1982 | 1990 | 1999 | 2006 | 2011 | 2016 | 2021 |
| ---- | ---- | ---- | ---- | ---- | ---- | ---- | ---- | ---- |
| 143  | 138  | 163  | 210  | 237  | 326  | 337  | 332  | 337  |

| 2022 | - | - | - | - | - | - | - | - |
| ---- | - | - | - | - | - | - | - | - |
| 336  | - | - | - | - | - | - | - | - |

## Économie

### Revenus
En 2018  (données Insee publiées en septembre 2021), la commune compte 143 ménages fiscaux, regroupant 331 personnes. La médiane du revenu disponible par unité de consommation est de 24 060 € (20 820 € dans le département).

### Emploi
|                | 2008  | 2013  | 2018  |
| -------------- | ----- | ----- | ----- |
| Commune        | 4,2 % | 2,3 % | 7,3 % |
| Département    | 6,1 % | 7,5 % | 8,2 % |
| France entière | 8,3 % | 10 %  | 10 %  |

En 2018, la population âgée de 15 à 64 ans s'élève à 223 personnes, parmi lesquelles on compte 72,9 % d'actifs (65,6 % ayant un emploi et 7,3 % de chômeurs) et 27,1 % d'inactifs,. Depuis 2008, le taux de chômage communal (au sens du recensement) des 15-64 ans est inférieur à celui de la France et du département.
La commune fait partie de la couronne de l'aire d'attraction d'Auch, du fait qu'au moins 15 % des actifs travaillent dans le pôle,. Elle compte 55 emplois en 2018, contre 51 en 2013 et 44 en 2008. Le nombre d'actifs ayant un emploi résidant dans la commune est de 148, soit un indicateur de concentration d'emploi de 37,1 % et un taux d'activité parmi les 15 ans ou plus de 58,1 %.
Sur ces 148 actifs de 15 ans ou plus ayant un emploi, 17 travaillent dans la commune, soit 12 % des habitants. Pour se rendre au travail, 93,1 % des habitants utilisent un véhicule personnel ou de fonction à quatre roues, 1,4 % les transports en commun, 4,2 % s'y rendent en deux-roues, à vélo ou à pied et 1,4 % n'ont pas besoin de transport (travail au domicile).

### Activités hors agriculture
41 établissements sont implantés  à Lasseube-Propre au 31 décembre 2019. Le tableau ci-dessous en détaille le nombre par secteur d'activité et compare les ratios avec ceux du département,.
| Secteur d'activité                                                                                        | Commune | Commune | Département |
| Secteur d'activité                                                                                        | Nombre  | %       | %           |
| --- | ------- | ------- | ----------- |
| Ensemble                                                                                                  | 41      |         |             |
| Industrie manufacturière, industries extractives et autres                                                | 2       | 4,9 %   | (12,3 %)    |
| Construction                                                                                              | 13      | 31,7 %  | (14,6 %)    |
| Commerce de gros et de détail, transports, hébergement et restauration                                    | 7       | 17,1 %  | (27,7 %)    |
| Activités immobilières                                                                                    | 4       | 9,8 %   | (5,2 %)     |
| Activités spécialisées, scientifiques et techniques et activités de services administratifs et de soutien | 10      | 24,4 %  | (14,4 %)    |
| Administration publique, enseignement, santé humaine et action sociale                                    | 4       | 9,8 %   | (12,3 %)    |
| Autres activités de services                                                                              | 1       | 2,4 %   | (8,3 %)     |

Le secteur de la construction est prépondérant sur la commune puisqu'il représente 31,7 % du nombre total d'établissements de la commune (13 sur les 41 entreprises implantées  à Lasseube-Propre), contre 14,6 % au niveau départemental.

### Agriculture
|               | 1988 | 2000 | 2010 | 2020 |
| ------------- | ---- | ---- | ---- | ---- |
| Exploitations | 27   | 14   | 12   | 6    |
| SAU (ha)      | 814  | 516  | 569  | 222  |

La commune est dans le « Haut-Armagnac », une petite région agricole occupant le centre du département du Gers. En 2020, l'orientation technico-économique de l'agriculture  sur la commune est la polyculture et/ou le polyélevage. Six exploitations agricoles ayant leur siège dans la commune sont dénombrées lors du recensement agricole de 2020 (27 en 1988). La superficie agricole utilisée est de 222 ha,,.

## Culture locale et patrimoine

### Lieux et monuments
- L'église Saint-Blaise : église gothique restaurée datant du XIIIe siècle, doté d'un clocher-mur et soutenue par plusieurs contreforts. Elle est en grande partie constituée de blocs de calcaire provenant de Sansan.
- Chapelle Saint-Michel d'Es Vivès.
- Château de Lablennerie. Corps de logis rectangulaire d'un seul étage flanqué aux angles de deux pavillons de plan carré (fin XVIIIe-début XIXe siècle)[31]. Propriété privée, ne se visite pas.
- Site castral d'En Campan. La carte de Cassini figure une gentilhommière, dont plusieurs éléments sont conservés dans les actuels bâtiments agricoles. Propriété privée, ne se visite pas.
- Château de Cazaux. Salle noble quadrangulaire (XVIe siècle), agrandie au XIXe siècle pour Joseph-Aimé de Cazaux (1827-1881), diplomate et ministre plénipotentiaire[32]. Propriété privée, ne se visite pas.
- Le Château-Vieux de Lasseube-Propre. Château de plan rectangulaire et doté de tourelles datant des XVIe et XVIIe siècles. Propriété privée, ne se visite pas.
- Château d'Es Vivès. Le château n’est pas cité avant 1645, lorsque Simon de Lavaur, seigneur d’Es Vivès, rend hommage au comte d’Astarac Bernard de Foix de la Valette[33]. Le logis principal, dont l’essentiel remonte aux XVIIe et XVIIIe s., est placé au nord d’une cour qui était fermée sur les côtés est, ouest et sud par des communs représentés sur le plan cadastral du début du XIXe siècle[34],[35]. Propriété privée, ne se visite pas.
- Tour de Lasseube-Propre. Tour à base rectangulaire de 7 m par 8 m, dont les murs atteignent une épaisseur d'1 m. Elle est le vestige des éléments défensifs constituant le castelnau fortifié des comtes d'Astarac[36]. Pièce maîtresse des possessions comtales, la forteresse est citée en 1244, avec Castelnau-Barbarens, Durban, Moncassin et Simorre, dans l’hommage rendu par le comte Centulle II et sa mère Segnis de Lomagne au comte de Toulouse pour l’ensemble du comté[37]. Propriété privée, ne se visite pas.

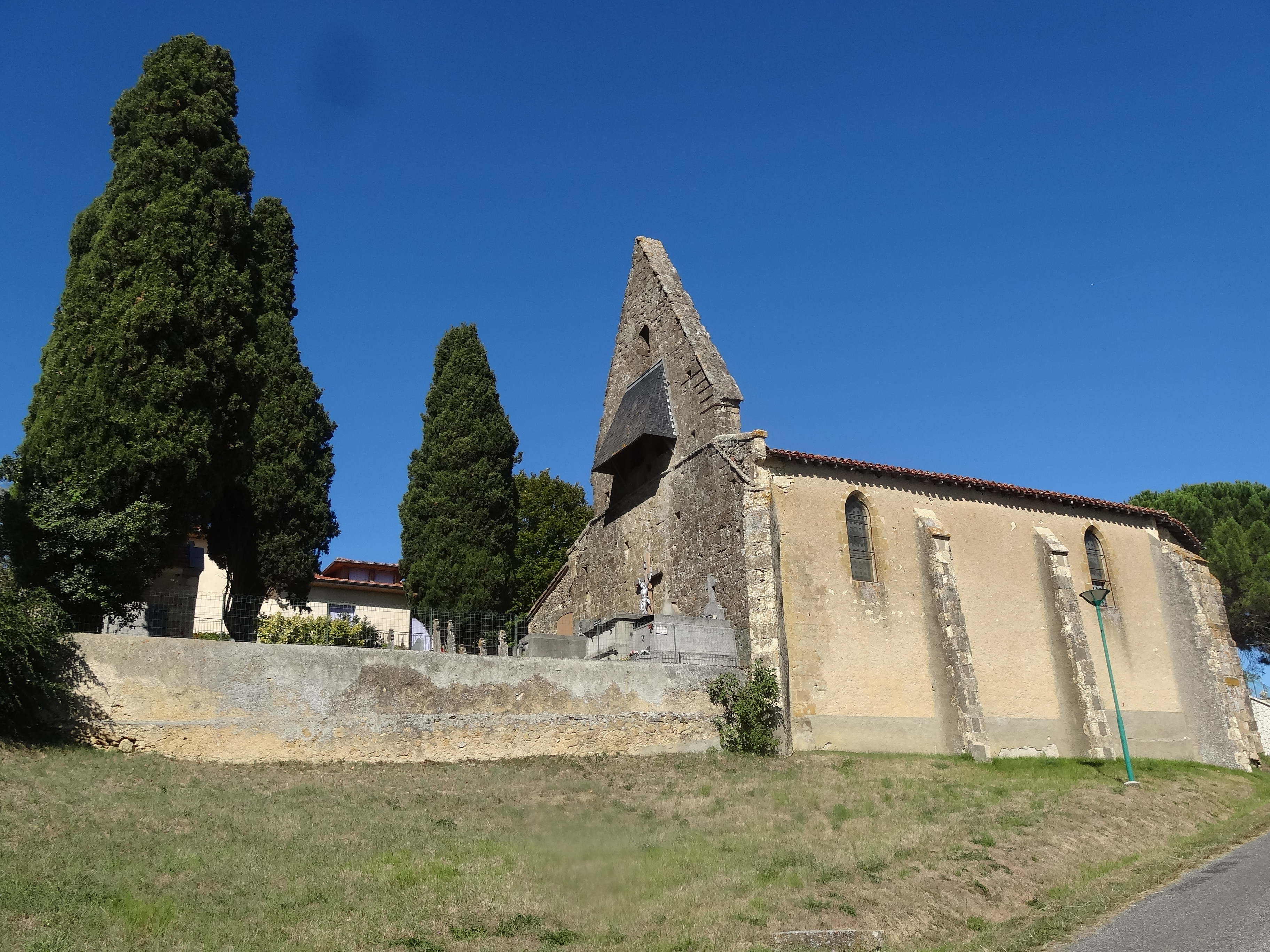
L'église et le cimetière.
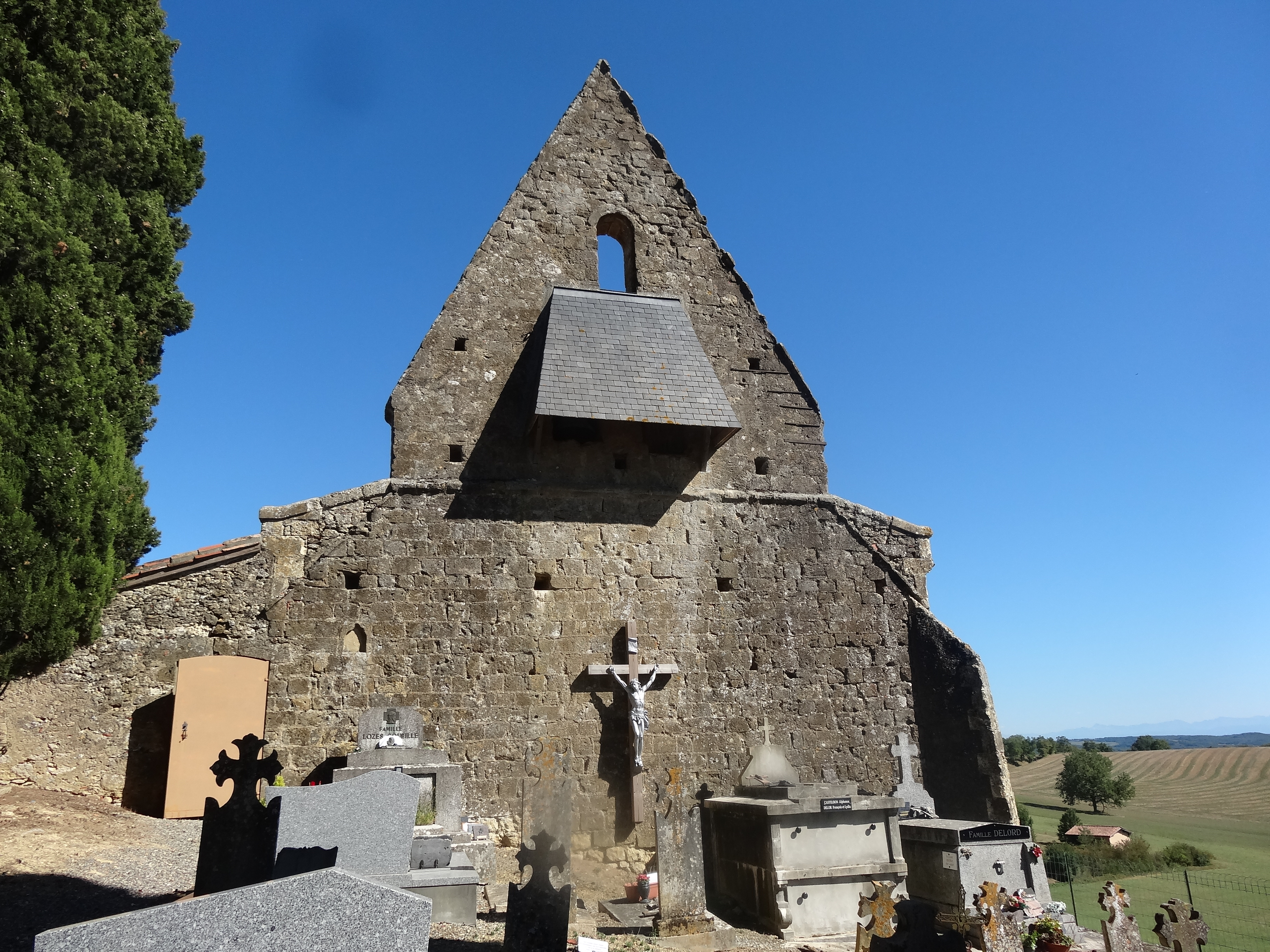
Clocher-mur de l’église.
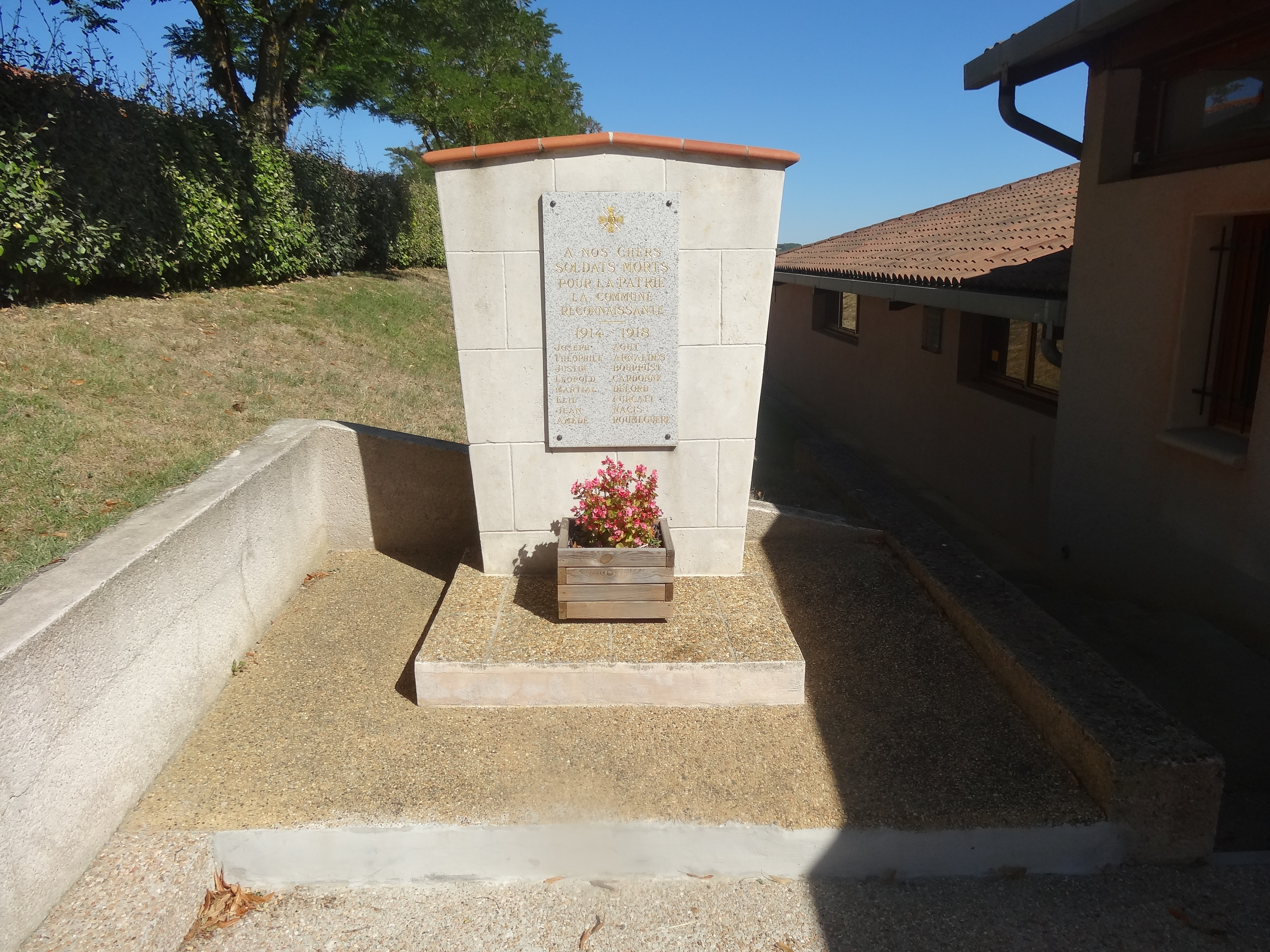
Monument aux morts de Lasseube-Propre.
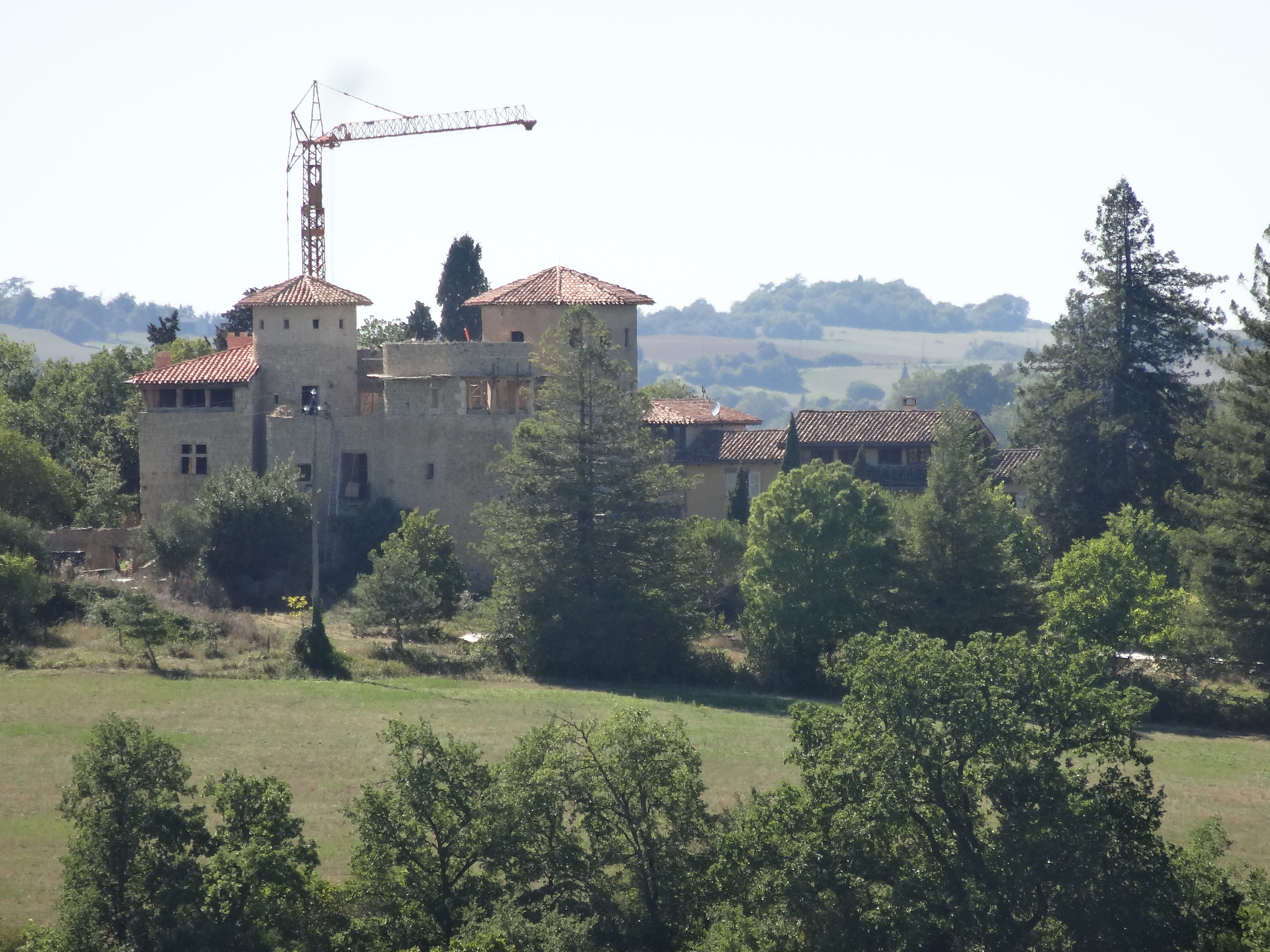
Le Château Vieux.
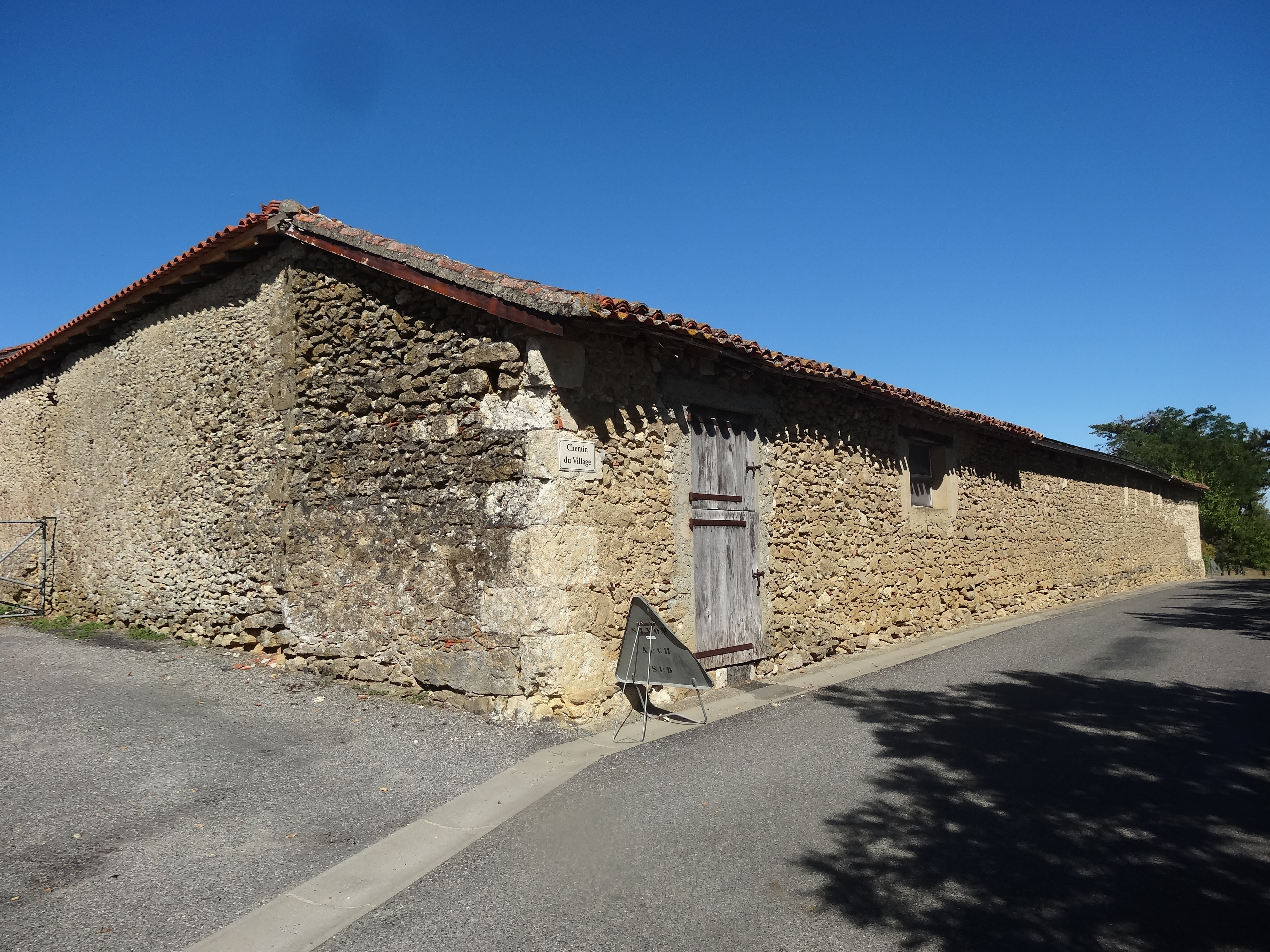
Maison ancienne.
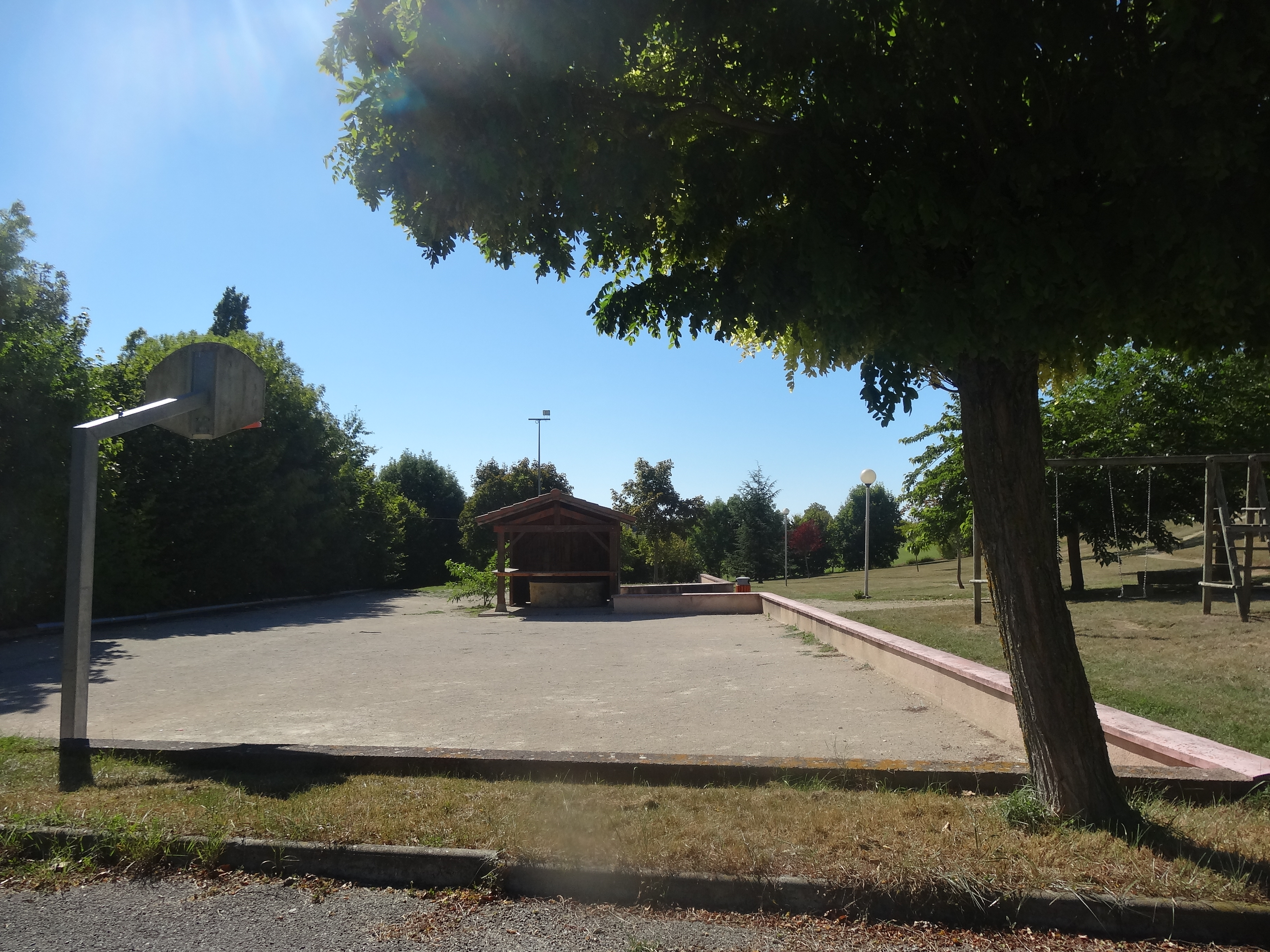
Aire de jeu.
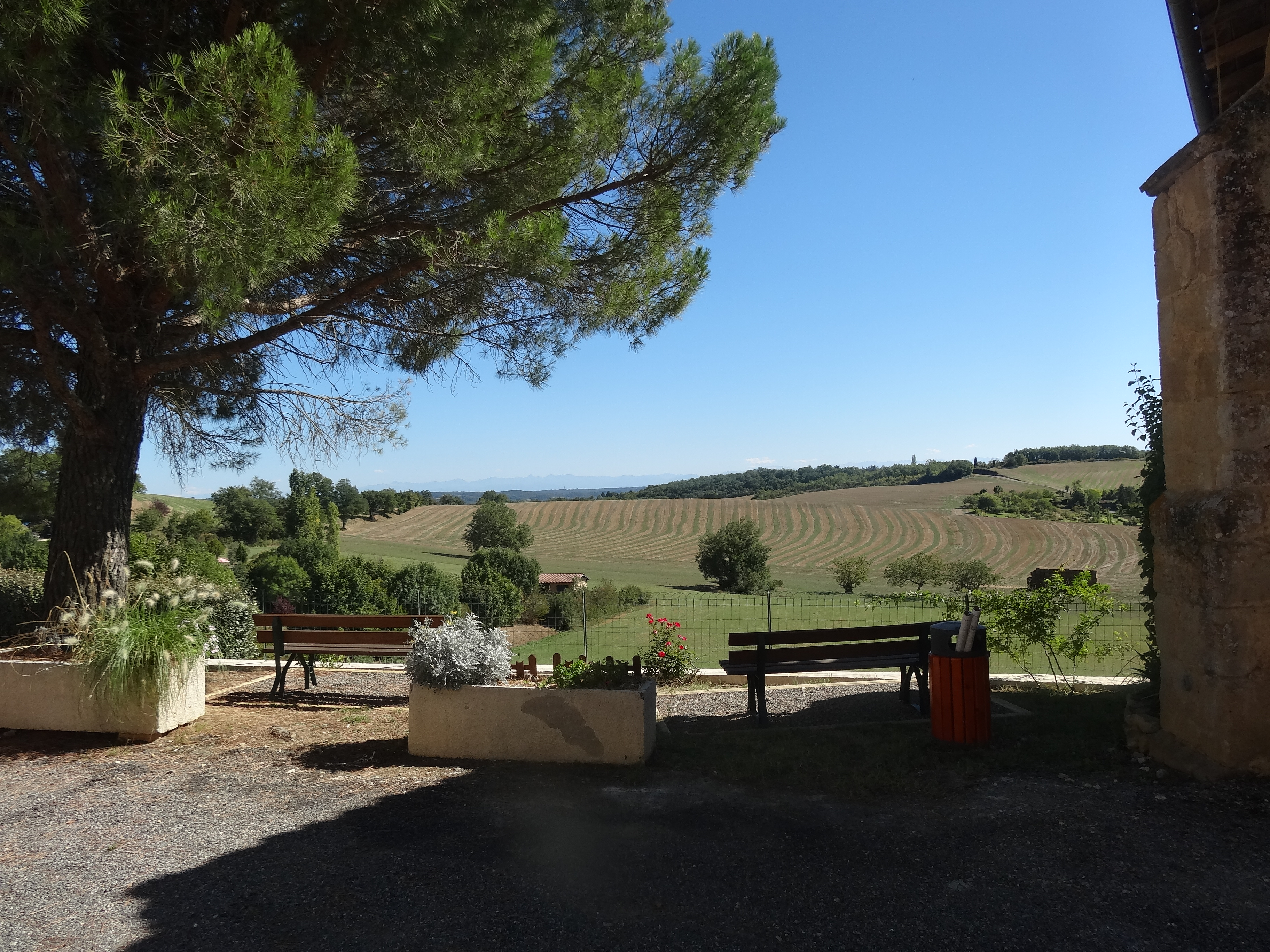
La commune est située en hauteur.

### Héraldique
| Blason de Lasseube-Propre | Blason  | Tiercé en pairle renversé : au 1er de gueules à la tête de loup d'or, au 2e d'or au chêne au naturel, au 3e d'argent aux trois fasces ondées d'azur. |
| Blason de Lasseube-Propre | Détails | La tête de loup est l'attribut de saint Blaise, saint-patron de l'église du centre de la commune, le chêne évoque le nom de la commune, en gascon Lasseuva Propra « forêt de noble » (seuva : « forêt » ; propra : « noble »), et les ondes correspondent aux trois rivières qui coulent sur la commune : le Gers, le Cédon et le Sousson. Le statut officiel du blason reste à déterminer. |